# Espécie-chave
Uma espécie-chave (também espécie pedra-angular) é uma espécie cujo impacto na sua comunidade ou ecossistema é desproporcionalmente grande relativamente à sua abundância relativa. O desaparecimento de uma espécie-chave do seu ecossistema pode ter consequências dramáticas neste último.

## Conceito
Uma espécie-chave é aquela que desempenha um papel crítico na manutenção da estrutura de uma comunidade ecológica e cujo impacto é maior do que seria esperado com base na sua abundância relativa ou biomassa total. Essas espécies afetam muitos outros organismos em um ecossistema e ajudam a determinar os tipos e números de várias outras espécies em uma comunidade. Espécie-chave difere de espécie dominante, pois seus efeitos são maiores do que o previsto em relação a sua abundancia. O conceito está relacionado às cadeias tróficas. É uma espécie que interage fortemente no meio determinando alterações que se propagam ao longo da cadeia alimentar. A remoção ou adição de uma espécie-chave determina grandes mudanças na abundância de outras espécies, alterando sua composição dentro de uma comunidade.[carece de fontes?]
Inicialmente o conceito era usado apenas para predadores de topo, que têm efeito indireto sobre os competidores inferiores e controlam populações de outros níveis tróficos. Atualmente se aceita a ocorrência de espécies-chave em outros níveis da cadeia. Por exemplo, em herbívoros.[carece de fontes?]

## Importância
É importante salientar que todas as espécies exercem sua importância em uma comunidade e a influenciam em graus diferentes, mas algumas são mais influentes que outras. O que torna o conceito claro é o reconhecimento de que um distúrbio numa população de alto grau de influencia causa efeitos diretos e indiretos em outras populações alterando a estrutura da comunidade. Na prática, o conceito e a identificação de espécies-chave têm papel significativo na conservação, pois mudanças na sua riqueza trazem conseqüências para outras espécies. A retirada de uma espécie de uma comunidade pode ser um importante meio para se estudar e revelar as atividades de uma teia alimentar.

## Medidas para estudo das Espécies-chave
Power e seus colaboradores mostram que alguns índices têm sido propostos para medir a influência dessas espécies nas comunidades. Como exemplo se tem a “importância na comunidade” de uma espécie, definido pela porcentagem de outras espécies perdidas na comunidade após a sua remoção. Ou seja, é a mudança na comunidade ou ecossistema traçado pela mudança na abundancia da espécie-chave. Este índice é calculado pela seguinte fórmula:
CI = [d(trait)/dp] [l/(trait)]
Onde “p” é abundância proporcional das espécies nas quais a abundância foi modificada (biomassa proporcional ao total de biomassa de todas as espécies da comunidade); “Trait” se refere às características quantitativas da comunidade ou ecossistema. Essas características incluem produtividade, riqueza de espécies, ciclagem de nutrientes ou abundancia de um ou mais grupos funcionais de espécies ou espécies dominantes.

## Histórico do Termo
Robert T. Paine [en] usou o termo pela primeira vez em 1969 e posteriormente foi definido por Paine (1969b) como uma espécie de influência trófica elevada cujas atividades exercem uma influência desproporcional sobre o padrão de diversidade de espécies em uma comunidade. O mecanismo pela qual espécies-chave regulam a diversidade de espécies foi descrito por Paine (1966) na hipótese “a diversidade local de espécies está diretamente relacionada à eficiência com que os predadores evitam a monopolização dos principais requisitos ambientais por uma espécie.” As espécies que desempenham esse papel em ecossistemas podem ser generalistas ou especialistas trófica, raras ou comuns.

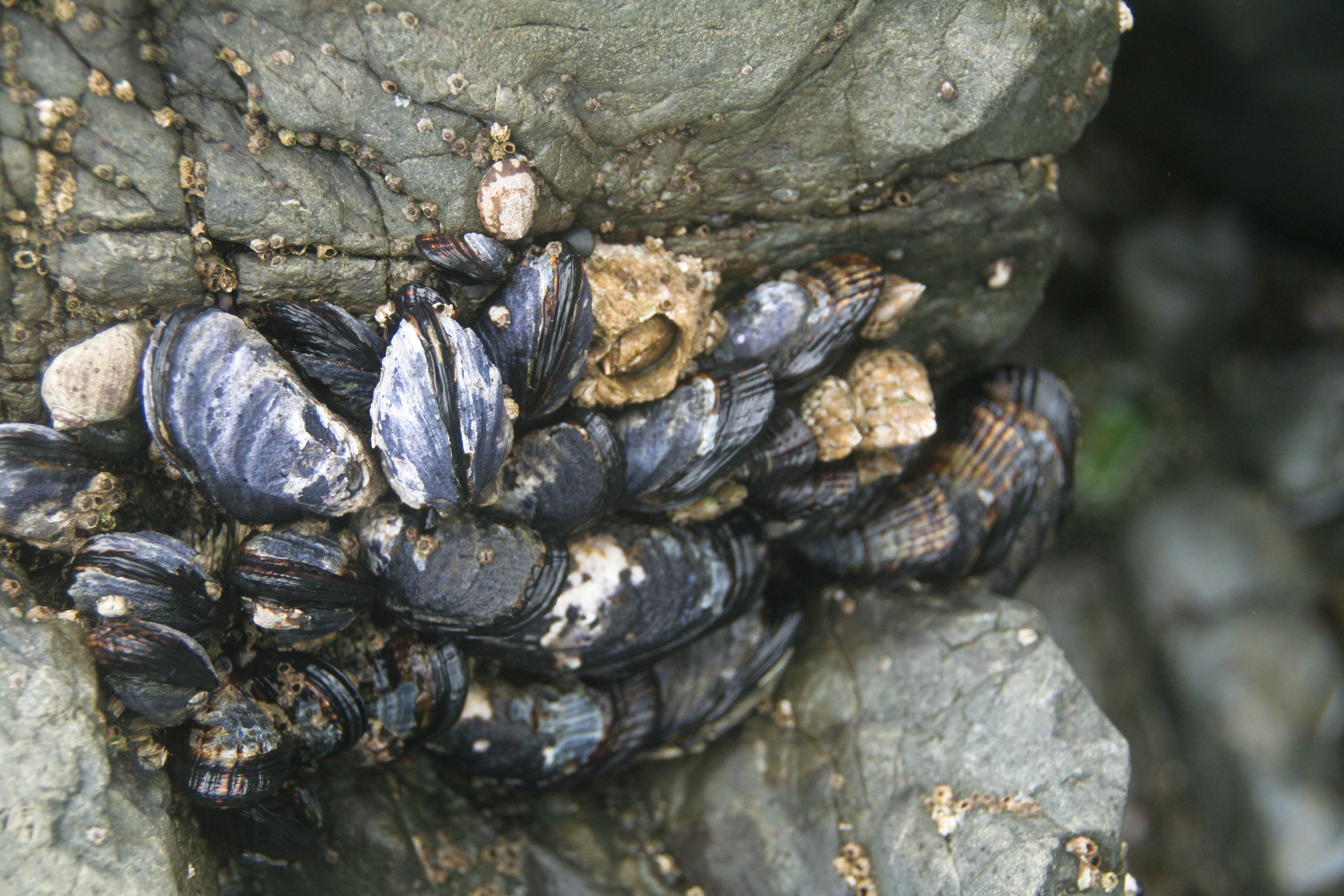
Mytilus californianus (California mussel)

O uso do termo cresceu desde que foi criado, o que levou alguns autores a indagarem se tem algum valor. Outros sugeriram uma definição mais estrita, isso faz com que exemplos comuns sejam desligados do conceito, como dominantes ecológicos em níveis tróficos baixos, onde uma espécie pode oferecer o recurso do qual várias outras espécies dependem. Em resposta, Mills, 1993 e um grupo de ecologistas denominado “Keystone Cops”, propuseram a primeira definição operacional para espécies-chave, baseada na biomassa proporcional de espécies em relação a sua importância na comunidade. De acordo com o Keystone Cops, uma espécie trapezóide é uma espécie cujos efeitos nos ecossistemas é muito grande se relacioná-los a sua baixa biomassa. Não existe consenso entre pesquisadores sobre o conceito de espécies-chave. Mais pesquisas devem ser realizadas até que um conceito seja definido como base para estudos do termo.
Como exemplo de espécie-chave, temos o estudo clássico de Estes & Duggins (1995) que mostrou como uma espécie é considerada chave em um determinado habitat. O estudo relatou que, devido a um vazamento de óleo no Alasca, a população de uma espécie de lontras marinhas (Enhydra lutris) que vivia no local diminuiu em 50%. Esses animais se alimentam de uma espécie de ouriços do mar (Strongylocentrotus droebachiensis). Devido à diminuição da população de lontras a população de ouriços aumentou. Os ouriços, por sua vez, alimentavam-se de kelp (macroalgas marinhas). Logo, essa população também diminuiu, influenciando as espécies que dependiam das florestas dessas algas na região. Redford (1984) analisou Cornitermes culuman, uma espécie de cupim do Cerrado, que pode ser considerada espécie-chave devido a sua grande abundância e impacto no ambiente. Esses insetos direcionam para si uma proporção considerável do fluxo de energia e têm a capacidade de digerir celulose, atingindo biomassa elevada e ao mesmo tempo servindo de alimento para um grande número de organismos, além de arejar melhor o solo, com seus túneis, e movimentar verticalmente a estrutura do solo. Os cupinzeiros servem de abrigo a uma fauna diversa, incluindo artrópodes, vertebrados e outros grupos. Os seus ninhos velhos servem de substrato para o desenvolvimento de várias plantas.
Begon cita os gansos menores da neve (Chen caerulescens caerulescens) como um exemplo de espécie-chave que não estão entre os predadores de topo de cadeia. Essas aves são animais herbívoros que vivem em pântanos costeiros e se reproduzem em colônias grandes em Hudson Bay no Canadá. Esses animais, quando adultos, retiram rizomas e raízes de plantas localizadas em áreas com pouca umidade e alimentam-se da base inchada de caules de áreas com muita umidade. Sua atividade, forma dentro da água, uma matéria esponjosa constituída de restos de vegetais em decomposição, além de sedimentos. Com isso uma pequena parte de vegetais pioneiros consegue recolonizar o local e o processo de recuperação deste é lento. No verão, em áreas muito pastejadas, estabelecem gramados de Carex e Puccinellia ssp. Espécies de gramíneas. Com isso, as grandes densidades de gansos pastejadores são essenciais, pois promovem a manutenção da composição de espécies vegetais e a produção acima da porção superficial do solo. Sendo assim, é possível verificar que estas comunidades têm a sua estrutura e composição drasticamente alterada pela presença desta espécie.
Representantes de Malpighiaceae, como Byrsonima intermedia são consideradas fontes de óleo floral para a guilda de abelhas coletoras de óleo, principalmente dos grupos Centridini (Centris e Epicharis), Tapinotaspidini (e.g., Monoeca, Paratetrapedia) e Tetrapediini (e.g., Tetrapedia) (Apidae não corbiculados). As abelhas do grupo Centridini têm papel importante como polinizadores de numerosas espécies vegetais e correspondem ao grupo mais diversificado de abelhas coletoras de óleo nas florestas neotropicais e Cerrado, especialmente de espécies de Malpighiaceae. Dessa forma, espécies neotropicais de Malpighiaceae são recursos-chave para a manutenção e sobrevivência das abelhas coletoras de óleo, sendo um exemplo de produtor primário como espécie-chave. O atraso e, ou redução na floração da espécie Byrsonima crassifólia, descrito por Vilas Boas, promoveu declínio de abelhas Centris e Epicharis. Tendo em vista a manutenção de processos ecológicos como a polinização, fundamentais para a conservação dos ecossistemas naturais, em especial o cerrado.

## Aplicações e estudos
Dunne et al testaram a retirada seqüencial de espécies de 16 teias alimentares de acordo com quatro critérios. Primeiro, remoção, em primeiro lugar das espécies que mais interagiam; segundo, remoção aleatória de espécies; terceiro, remoção das espécies com mais interação, excluindo primeiro as espécies basais (aquelas que têm predadores, mas não presas); quarto, remoção, em primeiro lugar das espécies que menos interagiam. Como resultado verificou-se que extinções secundárias ocorreram mais rapidamente quando as espécies com maior relação foram retiradas e menos rapidamente quando as espécies com menor relação foram retiradas. Os resultados das remoções aleatórias dispuseram-se entre os outros dois resultados. A partir disso infere-se que a espécie que tem maior interação na teia é considerada a espécie-chave, pois sua remoção desestrutura toda a teia alimentar.